# 普拉布奇山
47°5′15″N 15°23′4″E / 47.08750°N 15.38444°E
普拉布奇山（德語：Plabutsch），是奧地利的山峰，位於該國東南部，由施泰爾馬克州負責管轄，屬於格拉茨高地的一部分，最高點菲爾斯滕施坦德山海拔高度754米。